# Dreisbach (Mettlach)
Dreisbach – dzielnica niemieckiej gminy Mettlach, w kraju związkowym Saara, w powiecie Merzig-Wadern, w Parku Natury Saar-Hunsrück, nad meandrem Saary, ok. 5 km od zjazdu 5 Merzig-Schwemlingen z autostrady A8. Dzielnica leży na wysokości 167–300 m n.p.m., ma powierzchnię 1,52 km², zamieszkuje ją 185 mieszkańców (2007), jest tym samym najmniejszą dzielnicą gminy.
Nazwa dzielnicy pochodzi od wpadającego potoku Salzbach, bach oznacza potok a Drinsan z języka gockiego wpadać.

## Historia
Najstarsze wzmianki o Dreisbach pochodzą z XIV wieku. Z miejscowości można odbyć podróż łodzią Welles po Saarze, przez to czci się tu szczególnie św. Mikołaja, patrona żeglarzy. Znajduje się tutaj kaplica pod jego wezwaniem (St. Nikolaus), drugą kaplicę wybudowano na przeciwległym brzegu rzeki.
Okoliczne tereny są bardzo atrakcyjne turystycznie, stworzono wiele szlaków turystycznych, rowerowych i do nordic walking. W Dreisbach znajduje się popularne schronisko młodzieżowe. W kwietniu 2008 Dreisbach było startem jednego z etapów wioślarskiego FISA Tour, znajduje się tutaj również Olimpijski Punkt Wioślarski. Święto Dreisbach połączone z jarmarkiem przypada na 3. weekend sierpnia.
Przewodniczącym rady dzielnicy jest Wolfgang Hilgert z SPD, w skład rady dzielnicy wchodzi dziewięć osób (trzy z Die Freien aus Dreisbach, sześć z SPD, w tym przewodniczący).

## Galeria

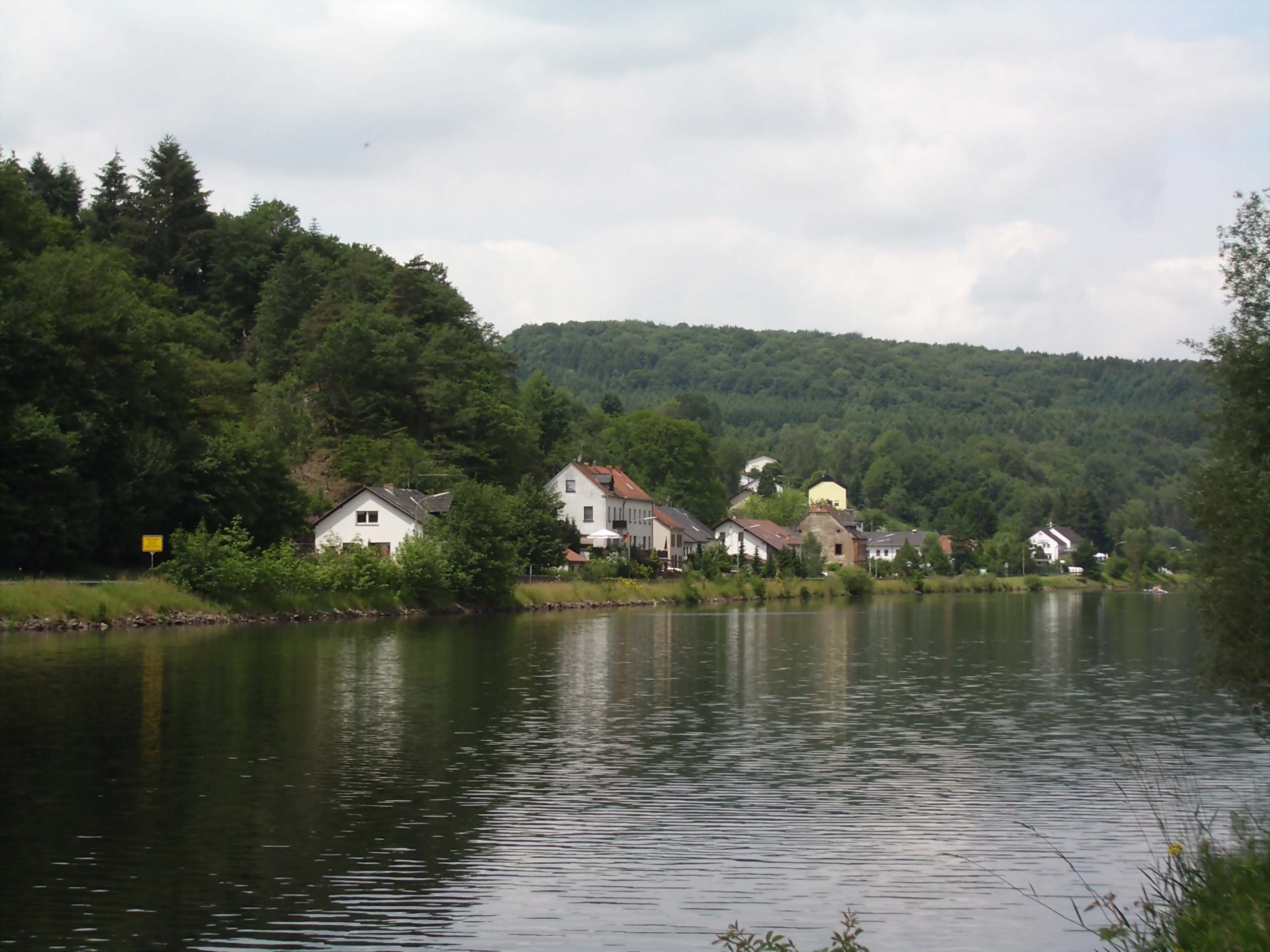
Widok Dreisbach
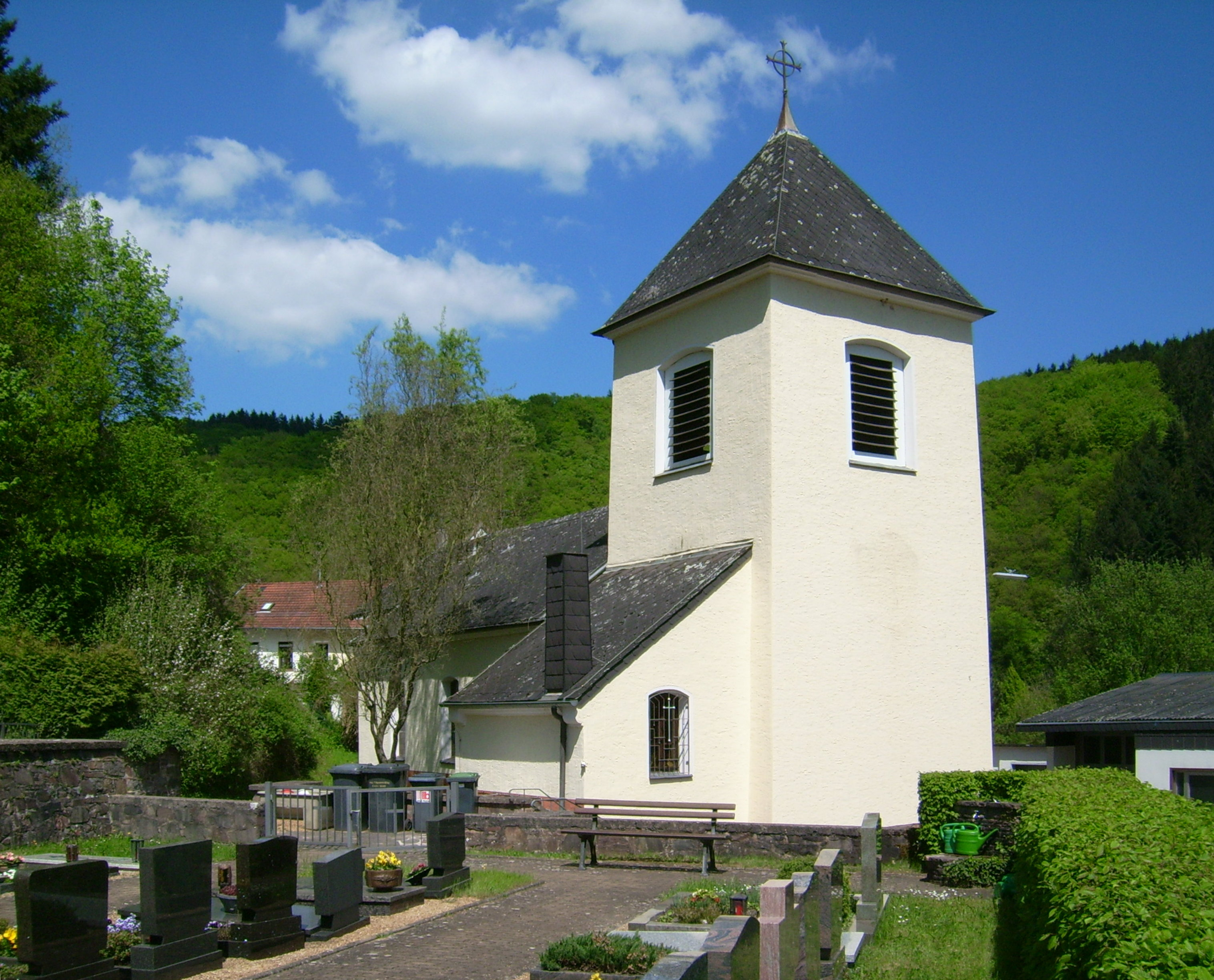
Kaplica pw. św. Mikołaja (St. Nikolaus)
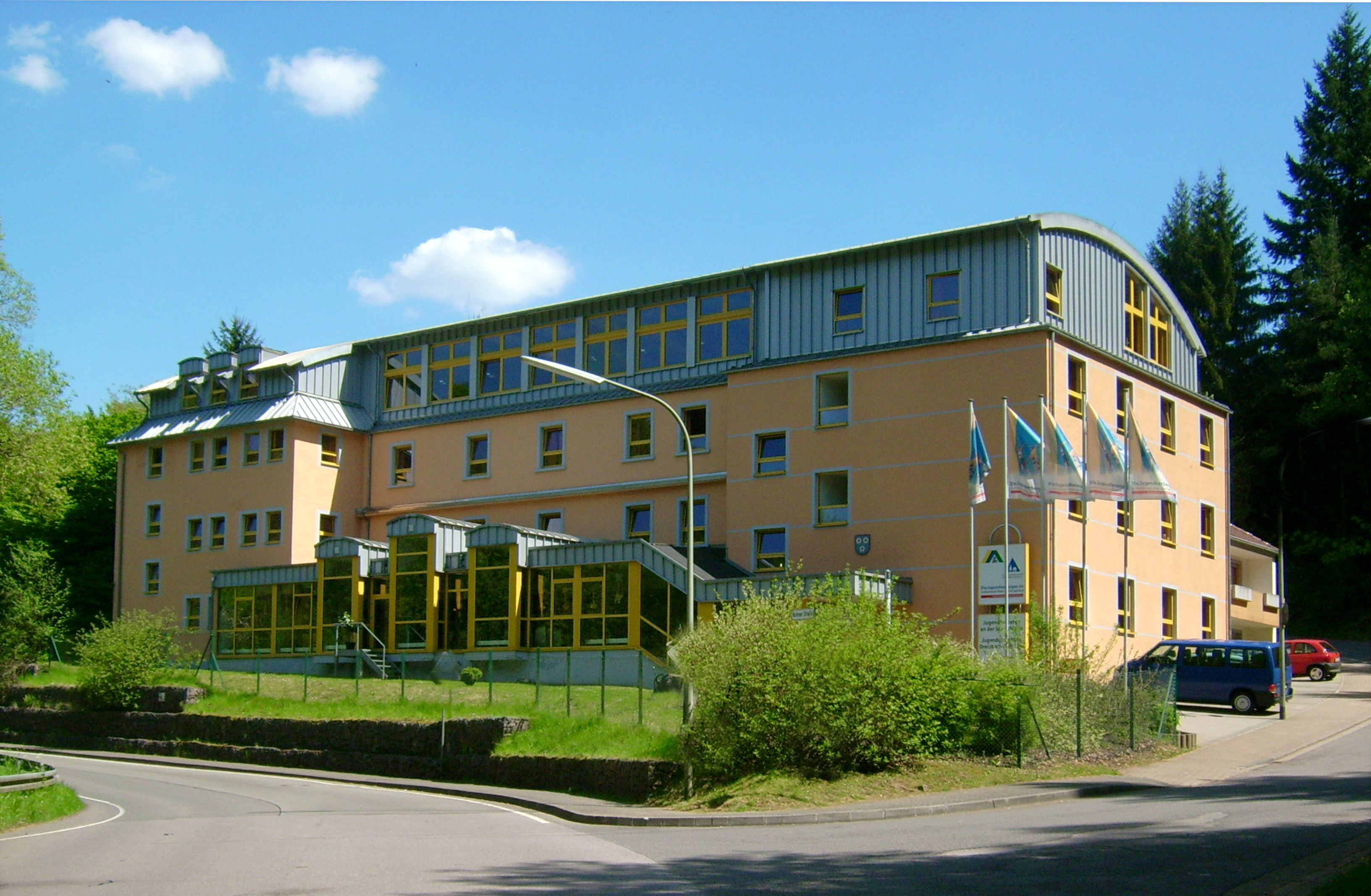
Schronisko młodzieżowe
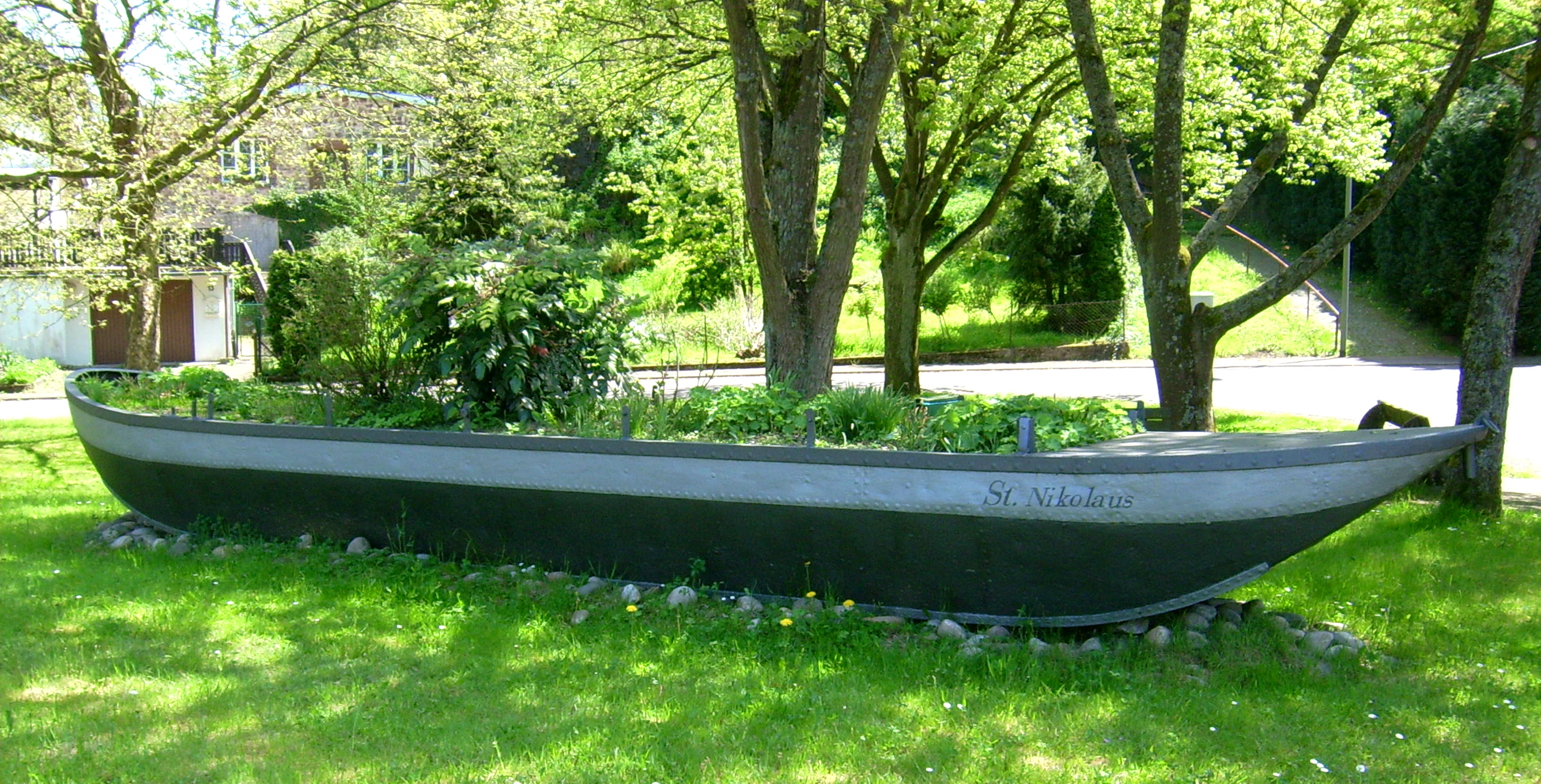
Łódka